# 李郁芬 (清朝)
李郁芬，湖北省德安府安陸縣人，清朝政治人物。進士出身。
光緒二年（1876年），參加丙子恩科會試，得貢士第250名。殿試登進士2甲第85名。同年五月（6月3日），著分六部學習。